# Kintampo District
Der Kintampo District ist ein ehemaliger Bezirk von Ghana, der in der Brong-Ahafo Region lag. Per Dekret von Präsident John Agyekum Kufuor wurde der Distrikt aufgeteilt in die Distrikte Kintampo North und Kintampo South, die seit 2018 in der Bono East Region liegen. Die Hauptstadt des Bezirks hieß Kintampo. Der Distrikt hatte eine Fläche von 6566 km² und die Bevölkerungszahl belief sich auf  146.943 Menschen (Stand 2002).